# Mühlenberg (Landkreis Schaumburg)
Mühlenberg ist ein Naturschutzgebiet  in der niedersächsischen Stadt Rinteln im Landkreis Schaumburg auf der gleichnamigen Erhöhung der Kameslandschaft am Rande der Weserniederung.
Das Naturschutzgebiet mit dem Kennzeichen NSG HA 215 ist 4,7 Hektar groß. Es steht seit dem 1. September 2007 unter Naturschutz. Zuständige untere Naturschutzbehörde ist der Landkreis Schaumburg.
Das Naturschutzgebiet liegt im Westen des Naturparks Weserbergland Schaumburg-Hameln am Westrand des Rintelner Stadtteils Möllenbeck und stellt eine eiszeitliche Aufschüttung aus Sanden und Kiesen unter Schutz, der von Sandmagerrasen, Ruderalfluren und lückigen Birken-Eichenwäldern bewachsen ist. Im Naturschutzgebiet siedelt u. a. das Berg-Sandglöckchen. Teile des Schutzgebietes werden zur Pflege des Magerrasens entkusselt.